# Challenge Cup de Voleibol Feminino de 2018–19
O Challenge Cup de Voleibol Feminino de 2018–19 foi a trigésima nona edição da terceira maior competição de clubes de voleibol feminino da Europa, organizada pela CEV com duração de 6 de novembro de 2018 a 27 de março de 2019 e contanto com 44 participantes, que se divide em tres fases: fase classificatória, fase principal e fase final.
O time italiano Saugella Team Monza conquistou seu primeiro título ao derrotar o time turco Aydin BBSK, e a jogadora neerlandesa Anne Buijs foi declarada a melhor jogadora da competição (MVP).

## Formato de disputa
A fase qualificatória se necessário ocorre a primeira rodada, senão, inicia-se pela segunda rodada, com jogos eliminatórios, de ida e volta, com 24 clubes nesta fase, as 12 melhores equipes classificam para a fase principal subdividida em pré-oitavas de final contando com 32 times (incluindo as 12 equipes qualificadas), qualificando os 16 melhores vencedores para as oitavas de final, de forma análoga a quartas de final, todas com jogos de ida e volta, o mesmo ocorrendo na fase final (semifinais e final), definindo o campeão e o vice-campeão.
A classificação é determinada pelo número de partidas ganhas. Em caso de empate no número de partidas ganhas por duas ou mais equipes, sua classificação é baseada nos seguintes critérios:
- resultado de pontos (placar de 3-0 ou 3-1 garantiu três pontos para a equipe vencedora e nenhum para a equipe derrotada; já o placar de 3-2 garantiu dois pontos para a equipe vencedora e um para a perdedora);
- quociente de set (o número total de sets ganhos dividido pelo número total de sets perdidos);
- quociente de pontos (o número total de pontos marcados dividido pelo número total de pontos perdidos);
- resultados de confrontos diretos entre as equipes em questão.

A Fase de Playoffs reuniu as seis melhores equipes da fase anterior e disputaram três vagas na semifinal, com jogos de idade e volta, obdecendo os critérios de pontuação (resultado de pontos), no caso de empate, disputariam o "Golden Set".
A fase semifinal reuniu as quatro equipes classificadas e em jogo único os vencedores se enfrentaram na final e os dois perdedores disputaram o bronze.

## Equipes participantes
O sorteio dos confrontos dos 32 times participantes foi divulgado em 29 de junho de 2018 na cidade de Luxemburgo (cidade)
| Rank | País                 | Número de equipes | Equipes                                                                   |
| ---- | -------------------- | ----------------- | ------------------------------------------------------------------------- |
| 1    | Turquia              | 2                 | Beşiktaş JK, Aydin BBSK                                                   |
| 2    | Itália               | 1                 | Saugella Team Monza                                                       |
| 3    | Rússia               | 1                 | Proton Saratov                                                            |
| 5    | Azerbaijão           | 1                 | Azerrail Baku                                                             |
| 6    | França               | 1                 | Voléro Le Cannet                                                          |
| 7    | Suíça                | 2                 | Kanti Schaffhausen, Viteos Neuchâtel Université                           |
| 8    | Roménia              | 1                 | UVT Agroland Timișoara                                                    |
| 9    | Alemanha             | 1                 | Ladies in Black Aachen                                                    |
| 11   | Chéquia              | 2                 | Dukla Liberec, Královo Pole Brno                                          |
| 12   | Eslovênia            | 3                 | Calcit Kamnik, Gen-I Volley Nova Gorica, Formula Formis Rogoza            |
| 14   | Bulgária             | 1                 | Beroe Stara Zagora                                                        |
| 15   | Finlândia            | 3                 | LP Kangasala, LiigaPloki, Pölkky Kuusamo                                  |
| 16   | Hungria              | 3                 | UTE Volleyball Team Budapest, Jászberény Volleyball, Vasas Óbuda Budapest |
| 17   | Bósnia e Herzegovina | 1                 | ŽOK Gacko                                                                 |
| 17   | Israel               | 1                 | Hapoel Kfar Saba                                                          |
| 20   | Bélgica              | 3                 | VDK Gent Dames, Interfreight Antwerp Ladies, Hermes Oostende              |
| 20   | Ucrânia              | 1                 | Orbita Zaporizhia                                                         |
| 23   | Kosovo               | 1                 | KV Kastrioti Ferizaji                                                     |
| 25   | Áustria              | 2                 | SG Prinz Brunnenbau Volleys, PSvBG Salzburg                               |
| 25   | Croácia              | 1                 | Mladost Zagreb                                                            |
| 25   | Chipre               | 1                 | AEL Limassol                                                              |
| 25   | Dinamarca            | 1                 | Holte IF                                                                  |
| 25   | Espanha              | 2                 | Fachadas Dimurol Libby's, CCO 7 Palmas Gran Canaria                       |
| 25   | Grécia               | 3                 | Aris Thessaloniki, Olympiacos Pireu, A.O. Thiras                          |
| 25   | Luxemburgo           | 1                 | Chev Diekirch                                                             |
| 25   | Portugal             | 2                 | AVC Famalicão, CK Ponta Delgada                                           |
| 25   | Eslováquia           | 2                 | Slávia EU Bratislava, Strabag Bratislava                                  |

## Fase classificatória
| Equipe 1                    | Total      | Equipe 2                    | 1.º jogo | 2.º jogo |
| --------------------------- | ---------- | --------------------------- | -------- | -------- |
| AVC Famalicão               | 6–0        | Fachadas Dimurol Libby's    | 3–0      | 3–0      |
| CK Ponta Delgada            | 0–6        | Hermes Oostende             | 0–3      | 0–3      |
| CCO 7 Palmas Gran Canaria   | 0–6        | Viteos Neuchâtel Université | 0–3      | 0–3      |
| Olympiacos Pireu            | 6–0        | Chev Diekirch               | 3–0      | 3–0      |
| KV Kastrioti Ferizaji       | 0–6        | Beşiktaş JK                 | 0–3      | 0–3      |
| A.O. Thiras                 | 6–0        | AEL Limassol                | 3–0      | 3–0      |
| Strabag Bratislava          | 0–6        | GEN-I Volley Nova Gorica    | 0–3      | 0–3      |
| Slávia EU Bratislava        | 4–2        | Jászberény Volleyball       | 3–2      | 3–2      |
| Formula Formis Rogoza       | 3–3        | Vasas Óbuda Budapest        | 3–1      | 1–3      |
| Formula Formis Rogoza       | Golden set | Vasas Óbuda Budapest        | 7        | 15       |
| PSvBG Salzburg              | 2–4        | Dukla Liberec               | 3–2      | 0–3      |
| Holte IF                    | 0–6        | LiigaPloki                  | 1–3      | 0–3      |
| Interfreight Antwerp Ladies | 2–4        | Pölkky Kuusamo              | 3–2      | 1–3      |

## Fase principal

### Pré-oitavas de final
| Equipe 1                    | Total          | Equipe 2                     | 1.º jogo                     | 2.º jogo |     |
| --------------------------- | -------------- | ---------------------------- | ---------------------------- | -------- | --- |
| Beşiktaş JK                 | 3–3            | Aydin BBSK                   | 3–1                          | 0–3      |     |
| Beşiktaş JK                 | Golden set     | Aydin BBSK                   | 12                           | 15       |     |
| Hermes Oostende             | 6–0            | Azerrail Baku                | 3–0                          | 3–0      |     |
| A.O. Thiras                 | 6–0            | Královo Pole Brno            | 3–0                          | 3–0      |     |
| 15–13                       | Pölkky Kuusamo | 3–3                          | UTE Volleyball Team Budapest | 3–1      | 1–3 |
| Pölkky Kuusamo              | Golden set     | UTE Volleyball Team Budapest | 15                           | 13       |     |
| Gen-I Volley Nova Gorica    | 6–0            | LP Kangasala                 | 3–0                          | 3–0      |     |
| Vasas Óbuda Budapest        | 6–0            | UVT Agroland Timișoara       | 3–1                          | 3–0      |     |
| Viteos Neuchâtel Université | 5–1            | Orbita Zaporizhia            | 3–0                          | 3–2      |     |
| Mladost Zagreb              | 0–6            | Kanti Schaffhausen           | 0–3                          | 1–3      |     |
| SG Prinz Brunnenbau Volleys | 0–6            | Saugella Team Monza          | 0–3                          | 0–3      |     |
| LiigaPloki                  | 1–5            | VDK Gent Dames               | 2–3                          | 0–3      |     |
| Slávia EU Bratislava        | 2–4            | Calcit Kamnik                | 0–3                          | 3–2      |     |
| AVC Famalicão               | 1–5            | Ladies in Black Aachen       | 0–3                          | 2–3      |     |
| Beroe Stara Zagora          | 4–2            | Aris Thessaloniki            | 3–0                          | 2–3      |     |
| Voléro Le Cannet            | 3–3            | Olympiacos Pireu             | 3–0                          | 1–3      |     |
| Voléro Le Cannet            | Golden set     | Olympiacos Pireu             | 15                           | 10       |     |
| ŽOK Gacko                   | 0–6            | Hapoel Kfar Saba             | 0–3                          | 0–3      |     |
| Dukla Liberec               | 4–2            | Proton Saratov               | 3–1                          | 2–3      |     |

### Oitavas de final
| Equipe 1                    | Total      | Equipe 2                 | 1.º jogo | 2.º jogo |
| --------------------------- | ---------- | ------------------------ | -------- | -------- |
| Aydin BBSK                  | 5–1        | Hermes Oostende          | 3–0      | 3–2      |
| Pölkky Kuusamo              | 0–6        | A.O. Thiras              | 1–3      | 1–3      |
| Vasas Óbuda Budapest        | 2–4        | Gen-I Volley Nova Gorica | 3–2      | 1–3      |
| Viteos Neuchâtel Université | 2–4        | Kanti Schaffhausen       | 3–2      | 1–3      |
| VDK Gent Dames              | 1–5        | Saugella Team Monza      | 0–3      | 2–3      |
| Calcit Kamnik               | 4–2        | Ladies in Black Aachen   | 3–1      | 2–3      |
| Beroe Stara Zagora          | 0–6        | Voléro Le Cannet         | 0–3      | 1–3      |
| Dukla Liberec               | 3–3        | Hapoel Kfar Saba         | 3–0      | 1–3      |
| Dukla Liberec               | Golden set | Hapoel Kfar Saba         | 12       | 15       |

Jogos de ida
| Data   | Hora  |                             | Placar |                          | Set 1 | Set 2 | Set 3 | Set 4 | Set 5 | Total   | Relatório |
| ------ | ----- | --------------------------- | ------ | ------------------------ | ----- | ----- | ----- | ----- | ----- | ------- | --------- |
| 19 dez | 19:00 | Aydin BBSK                  | 3–0    | Hermes Oostende          | 25–18 | 25–15 | 27–25 |       |       | 77–58   | 77–58     |
| 19 dez | 18:30 | Pölkky Kuusamo              | 1–3    | A.O. Thiras              | 23–25 | 25–14 | 21–25 | 22–25 |       | 91–89   | 91–89     |
| 19 dez | 19:00 | Vasas Óbuda Budapestt       | 3–2    | Gen-I Volley Nova Gorica | 19–25 | 25–21 | 25–21 | 19–25 | 16–14 | 104–106 | 104–106   |
| 20 dez | 20:00 | Viteos Neuchâtel Université | 3–2    | Kanti Schaffhausen       | 22–25 | 18–25 | 25–23 | 25–23 | 15–13 | 105–109 | 105–109   |
| 19 dez | 20:30 | VDK Bank Gent               | 0–3    | Saugella Team Monza      | 15–25 | 20–25 | 23–25 |       |       | 58–75   | 58–75     |
| 18 dez | 20:00 | Calcit Kamnik               | 3–1    | Ladies in Black Aachen   | 25–19 | 25–16 | 19–25 | 25–14 |       | 94–74   | 94–74     |
| 20 dez | 18:00 | Beroe Stara Zagora          | 0–3    | Voléro Le Cannet         | 10–25 | 11–25 | 16–25 |       |       | 37–75   | 37–75     |
| 18 dez | 20:00 | Dukla Liberec               | 3–0    | Hapoel Kfar Saba         | 32–30 | 25–15 | 25–13 |       |       | 82–58   | 82–58     |

Jogos de volta
| Data   | Hora       |                          | Placar |                             | Set 1 | Set 2 | Set 3 | Set 4 | Set 5 | Total   | Relatório |
| ------ | ---------- | ------------------------ | ------ | --------------------------- | ----- | ----- | ----- | ----- | ----- | ------- | --------- |
| 23 Jan | 20:30      | Hermes Oostende          | 2–3    | Aydin BBSK                  | 25–22 | 19–25 | 18–25 | 25–21 | 12–15 | 99–108  | 99–108    |
| 22 Jan | 19:30      | A.O. Thiras              | 3–1    | Pölkky Kuusamo              | 20–25 | 25–17 | 25–20 | 25–15 |       | 95–77   | 95–77     |
| 23 Jan | 18:00      | Gen-I Volley Nova Gorica | 3–1    | Vasas Óbuda Budapestt       | 25–14 | 25–20 | 20–25 | 25–15 |       | 95–74   | 95–74     |
| 23 Jan | 20:00      | Kanti Schaffhausen       | 3–1    | Viteos Neuchâtel Université | 25–17 | 20–25 | 25–20 | 25–22 |       | 95–84   | 95–84     |
| 23 Jan | 19:00      | Saugella Team Monza      | 3–2    | VDK Bank Gent               | 25–19 | 25–13 | 24–26 | 19–25 | 15–7  | 108–90  | 108–90    |
| 23 Jan | 19:30      | Ladies in Black Aachen   | 3–2    | Calcit Kamnik               | 25–22 | 27–25 | 20–25 | 24–26 | 15–6  | 111–104 | 111–104   |
| 22 Jan | 20:00      | Voléro Le Cannet         | 3–1    | Beroe Stara Zagora          | 25–15 | 25–13 | 23–25 | 25–13 |       | 98–66   | 98–66     |
| 23 Jan | 18:00      | Hapoel Kfar Saba         | 3–1    | Dukla Liberec               | 18–25 | 25–13 | 25–22 | 26–24 |       | 94–84   | 94–84     |
| ->     | Golden set | Hapoel Kfar Saba         | 1–0    | Dukla Liberec               | 15-12 |       |       |       |       | 15–0    | 15-12     |

### Quartas de final
| Equipe 1                 | Total | Equipe 2           | 1.º jogo | 2.º jogo |
| ------------------------ | ----- | ------------------ | -------- | -------- |
| Aydin BBSK               | 5–1   | A.O. Thiras        | 3–2      | 3–0      |
| Gen-I Volley Nova Gorica | 6–0   | Kanti Schaffhausen | 3–1      | 3–0      |
| Saugella Team Monza      | 6–0   | Calcit Kamnik      | 3–0      | 3–1      |
| Voléro Le Cannet         | 6–0   | Hapoel Kfar Saba   | 3–0      | 3–0      |

Jogos de ida
| Data  | Hora  |                       | Placar |                          | Set 1 | Set 2 | Set 3 | Set 4 | Set 5 | Total | Relatório |
| ----- | ----- | --------------------- | ------ | ------------------------ | ----- | ----- | ----- | ----- | ----- | ----- | --------- |
| 6 fev | 19:30 | A.O. Thiras           | 2–3    | Aydin BBSK               | 16-25 | 25-17 | 15-25 | 25-23 | 10-15 | 91–0  | 91-105    |
| 7 fev | 20:00 | Kanti Schaffhausen    | 1–3    | Gen-I Volley Nova Gorica | 22-25 | 20-25 | 25-12 | 19-25 |       | 86–0  | 86-87     |
| 5 fev | 19:00 | 'Saugella Team Monza' | 3–0    | Calcit Kamnik            | 25-19 | 25-18 | 25-7  |       |       | 75–0  | 75-44     |
| 6 fev | 20:00 | 'Voléro Le Cannet'    | 3–0    | Hapoel Kfar Saba         | 27-25 | 25-13 | 28-26 |       |       | 80–0  | 80-64     |

Jogos de volta
| Data   | Hora  |                          | Placar |                     | Set 1 | Set 2 | Set 3 | Set 4 | Set 5 | Total | Relatório |
| ------ | ----- | ------------------------ | ------ | ------------------- | ----- | ----- | ----- | ----- | ----- | ----- | --------- |
| 13 fev | 19:00 | 'Aydin BBSK'             | 3–0    | A.O. Thiras         | 25-16 | 25-15 | 25-19 |       |       | 75–0  | 75-50     |
| 13 fev | 18:00 | Gen-I Volley Nova Gorica | 3–0    | Kanti Schaffhausen  | 25-18 | 25-14 | 25-20 |       |       | 75–0  | 75-52     |
| 13 fev | 17:00 | Calcit Kamnik            | 1–3    | Saugella Team Monza | 14-25 | 25-23 | 23-25 | 22-25 |       | 84–0  | 84-98     |
| 14 fev | 20:15 | Hapoel Kfar Saba         | 0–3    | ' Voléro Le Cannet' | 17-25 | 7-25  | 19-25 |       |       | 43–0  | 43-75     |

## Fase final

### Semifinais
| Equipe 1            | Total      | Equipe 2                 | 1.º jogo | 2.º jogo   |
| ------------------- | ---------- | ------------------------ | -------- | ---------- |
| Aydin BBSK          | 5–1        | Gen-I Volley Nova Gorica | 3–2      | 3–1        |
| Saugella Team Monza | 3–3        | Voléro Le Cannet         | 3–2      | 2–3 (15-9) |
| Saugella Team Monza | Golden set | Voléro Le Cannet         | 15       | 9          |

Jogos de ida
| Data   | Hora  |                          | Placar |                     | Set 1 | Set 2 | Set 3 | Set 4 | Set 5 | Total | Relatório |
| ------ | ----- | ------------------------ | ------ | ------------------- | ----- | ----- | ----- | ----- | ----- | ----- | --------- |
| 27 fev | 18:00 | Gen-I Volley Nova Gorica | 2–3    | Aydin BBSK          | 25-19 | 25-27 | 23-25 | 25-16 | 8-15  | 106–0 | 106-102   |
| 27 fev | 20:00 | Voléro Le Cannet         | 2–3    | Saugella Team Monza | 20-25 | 25-22 | 19-25 | 25-23 | 13-15 | 102–0 | 102-110   |

Jogos de volta
| Data       | Hora  |                     | Placar |                          | Set 1 | Set 2 | Set 3 | Set 4 | Set 5 | Total | Relatório |
| ---------- | ----- | ------------------- | ------ | ------------------------ | ----- | ----- | ----- | ----- | ----- | ----- | --------- |
| 6 mar      | 19:00 | 'Aydin BBSK'        | 3–1    | Gen-I Volley Nova Gorica | 25-14 | 20-25 | 25-22 | 25-19 |       | 95–0  | 95-80     |
| 6 mar      | 20:30 | Saugella Team Monza | 2–3    | Voléro Le Cannet         | 25-16 | 15-25 | 21-25 | 25-18 | 13-15 | 99–0  | 98-99     |
| Golden set | ->    | Saugella Team Monza | 1–0    | Voléro Le Cannet         | 15-9  |       |       |       |       | 15–0  | 15-9      |

### Final
| Equipe 1   | Total | Equipe 2            | 1.º jogo | 2.º jogo |
| ---------- | ----- | ------------------- | -------- | -------- |
| Aydin BBSK | 0–6   | Saugella Team Monza | 0–3      | 1–3      |

Jogo de ida
| Data   | Hora  |            | Placar |                     | Set 1 | Set 2 | Set 3 | Set 4 | Set 5 | Total | Relatório |
| ------ | ----- | ---------- | ------ | ------------------- | ----- | ----- | ----- | ----- | ----- | ----- | --------- |
| 20 mar | 19:30 | Aydin BBSK | 0–3    | Saugella Team Monza | 15-25 | 23-25 | 17-25 |       |       | 55–0  | 55-75     |

Jogos de volta
| Data   | Hora  |                       | Placar |            | Set 1 | Set 2 | Set 3 | Set 4 | Set 5 | Total | Relatório |
| ------ | ----- | --------------------- | ------ | ---------- | ----- | ----- | ----- | ----- | ----- | ----- | --------- |
| 27 mar | 20:30 | 'Saugella Team Monza' | 3–1    | Aydin BBSK | 25-20 | 17-25 | 25-22 | 25-15 |       | 92–0  | 92 - 82   |

## Classificação final
| Posição | Equipe                       |
| ------- | ---------------------------- |
|         | Saugella Team Monza          |
|         | Aydin BBSK                   |
| 3       | Gen-I Volley Nova Gorica     |
| 4       | Voléro Le Cannet             |
| 5       | A.O. Thiras                  |
| 5       | Calcit Kamnik                |
| 5       | Hapoel Kfar Saba             |
| 5       | Kanti Schaffhausen           |
| 9       | Beroe Stara Zagora           |
| 9       | Dukla Liberec                |
| 9       | Hermes Oostende              |
| 9       | Ladies in Black Aachen       |
| 9       | Pölkky Kuusamo               |
| 9       | Vasas Óbuda Budapest         |
| 9       | VDK Gent Dames               |
| 9       | Viteos Neuchâtel Université  |
| 17      | Aris Thessaloniki            |
| 17      | AVC Famalicão                |
| 17      | Azerrail Baku                |
| 17      | Beşiktaş JK                  |
| 17      | Královo Pole Brno            |
| 17      | LiigaPloki                   |
| 17      | LP Kangasala,                |
| 17      | Mladost Zagreb               |
| 17      | Olympiacos Pireu             |
| 17      | Orbita Zaporizhia            |
| 17      | SG Prinz Brunnenbau Volleys  |
| 17      | Proton Saratov               |
| 17      | Slávia EU Bratislava         |
| 17      | UTE Volleyball Team Budapest |
| 17      | UVT Agroland Timișoara       |
| 17      | ŽOK Gacko                    |
| 33      | AEL Limassol                 |
| 33      | Chev Diekirch                |
| 33      | Formula Formis Rogoza        |
| 33      | Fachadas Dimurol Libby's     |
| 33      | Holte IF                     |
| 33      | CCO 7 Palmas Gran Canaria    |
| 33      | Interfreight Antwerp Ladies  |
| 33      | Jászberény Volleyball        |
| 33      | CK Ponta Delgada             |
| 33      | KV Kastrioti Ferizaji        |
| 33      | PSvBG Salzburg               |
| 33      | Strabag Bratislava           |

| Challenge Cup de 2018–19                |
| Itália                                  |
| --------------------------------------- |
| Saugella Team Monza Campeão (1° título) |